# Международная выставка чёрно-белой графики
Международная выставка чёрно-белой графики (фр. Exposition internationale de blanc et noir) — ежегодная художественная выставка, посвящённая чёрно-белой графике, проходившая во Франции, в Париже с 1885 по 1892 год.

## История
В июле 1876 года парижская галерея Поля Дюран-Рюэля организовала, вслед за неудавшейся инициативой Ришара Лесклида, издававшего журнал «Париж в офорте» (Paris à l’eau-forte), первую «выставку работ, выполненных в чёрно-белой технике», на которой было представлено 745 произведений. Выставка была создана по образцу лондонских выставок графики, проводившихся с 1872 года в галереях Дадли. В апреле 1881 года галереи журнала «Искусство» (L’Art) под руководством Эжена Верона переняли эту идею. Эти две выставки оказались коммерчески неудачными: публика не приходила, и критики, включая Филиппа Бёрти, усомнились в целесообразности отдельно экспонировать графические произведения.
Эти две попытки, а также важная роль рисунка в издательском деле, натолкнули редакторов журнала «Рисунок» (Le Dessin, 1883—1886), посвящённого изобразительному искусству и художественному образованию, на идею организовать регулярную выставку, посвящённую исключительно графическим работам в чёрно-белом формате. Под этим названием: «чёрно-белые», экспонировались рисунки карандашом, пером, акварелью, красным мелом (сангиной), углём, резцом, офорты, ксилографии, литографии, пастели.
Организаторами выставки были Эрнест Бернар, издатель и типограф, устроитель парижских салонов и журнала «Le Dessin», Франсуа Бурнан, главный редактор последнего журнала, и Эжен Гийом, бывший директор Школы изящных искусств, сделавший рисование обязательным предметом в школах.
Первая выставка, открывшаяся 15 марта 1885 года, имела успех, но поскольку критики были обеспокоены однообразием тонов представленных произведений, в следующем году на выставке появились работы в цвете, включая акварель и пастель.
Последняя выставка открылась 1 апреля 1892 года и по-прежнему была направлена на популяризацию рисования. На ней было представлено 3393 графических листов — рекорд, но по неясным причинам это мероприятие не имело продолжения.